# نيهان أوزجان
نيهان أوزجان (من مواليد 26 أكتوبر 1974، إسطنبول ) هي ممثلة مسلسلات تلفزيونية تركية وممثلة سينمائية ومسرحية ومصممة ملصقات.

## حياتها

### الحياة المهنية
ولدت في 26 أكتوبر 1974 في إسطنبول. أكملت دراستها في قسم مسرح بالمعهد الموسيقي الحكومي في جامعة هاسيتيب بأنقرة. كانت تجربتها التليفزيونية الأولى في المسلسل التلفزيوني الجيران، وهو مشروع تي جي آر تي (1993-2007) وتم نشرها عام 1993. قام ببطولة مسلسل بطولة نيريمان كوكسال و أوستون أسوتاي، والذي بدأ بثه على قناة تي أر تي 1 عام 1994. كما لعبت دور شخصية نوران دنيزبي في المسلسل التلفزيوني بيتنا، الذي صدر عام 1995، بطولة جنيد أركين. لعبت شخصية سيفدا (2) في المسلسل التلفزيوني عينالي طاهر الذي بدأ بثه على قناة ستار تي في عام 1998. في عام 1999 شارك في مسلسل حبك يسافر في الجبال الذي تم بثه على قناة تي جي آر تي (1993-2007) وقام ببطولته أوزكان دينيز وشيفال سام. لعبت شخصية إبرو كممثلة ضيفة في المسلسل التلفزيوني رقم سبعة الذي بدأ بثه على قناة تي أر تي 1 عام 2000، وشخصية زهرة في فيلم مصباح علاء الدين الأصلع الذي تم بثه على قناة تي جي آر تي (1993-2007) عام 2000. 2001 بطولة يونس بلبل. في عام 2002، لعبت شخصية نيرمين في المسلسل التلفزيوني قادر آيرسا بيل، الذي تم بثه على قناة ستار تي في وإخراج تونكا يوندر. كما لعبت شخصية ناتالي في المسلسل التلفزيوني آه بي اسطنبول، الذي تم بثه على قناة أي تي في عام 2004. بطولة يافوز بينغول وإيبك توزجوغلو زوجة عدنان شباب إنجي زياجيل في المسلسل التلفزيوني العشق الممنوع الذي تم بثه على كانال دي، ونيسليهان في دور البطولة في المسلسل التلفزيوني ذكرى اسطنبول الذي تم بثه على قناة كنال 7 عام 2012، وعائلة سيلين. الأم في مسلسل الخيانة الذي يذاع على قناة أي تي في عام 2022، حيث جسد شخصيته.

### الحياة الشخصية
بعد أن ترك التمثيل في العقد الأول من القرن الحادي والعشرين، بدأ في إنتاج الحقائب والأحزمة والمحافظ. في 5 نوفمبر 2005، تشاجرت نيهان أوزجان مع زوجها رجل الأعمال جوشكون بهادير، حول قضية تخمير الشاي. تعرضت نيهان أوزجان للضرب عندما طلبت من زوجها إعداد الشاي. هذا الضرب لم ينه الزواج فحسب، بل حُكم على زوجها جوشكون بهادير بالسجن لمدة عام ونصف بتهمة الإصابة. ذهب إلى أمريكا في عام 2007. وفي عام 2016، تم انتخابه عضواً في مجلس إدارة حزب الوطن في منطقة بيكوز . وهو أيضًا المتحدث الرسمي باسم حزب الوطن في بيكوز .

## فيلموغرافيا
| السنة   | الإعداد                 | دور              | نوع الإعلان | القناة        | الملاحظات                                                    |
| ------- | ----------------------- | ---------------- | ----------- | ------------- | ------------------------------------------------------------ |
| 1993    | الجيران                 |                  | سلسلة       | TGRT          | الممثل الرئيسي                                               |
| 1994    | محيّتنا                  |                  | سلسلة       | تي أر تي 1    |                                                              |
| 1995    | منزلنا                  | نوران دنيزبي     | سلسلة       | TGRT          | الممثل الرئيسي                                               |
| 1998    | تاهير المرآة            | الحب 2           | سلسلة       | ستار تليفزيون | الممثل الرئيسي شخصية ديزي في تعبير فولكي إكرم (سروغان هونيل) |
| 1998    | حتى لو كان القدر مختلفاً | أنّي              | سلسلة       | ستار تليفزيون | الممثل الرئيسي                                               |
| 1999    | الحب يتجول في الجبال    | فاطمة            | سلسلة       | TGRT          |                                                              |
| 2000    | رقم سبع                 | الـ إبرو         | سلسلة       | تي أر تي 1    |                                                              |
| 2001    | مصباح كيل علاالدين      | زيهرا            | الفيلم      | القناة 7      | الممثل الرئيسي                                               |
| 2004    | أيه بي إسطنبول          | ناتالي           | سلسلة       | أي تي في      |                                                              |
| 2008    | حبّي                     | الروماة الزياجيل | سلسلة       | القناة دي     | لاعب ضيف                                                     |
| 2012    | ذكرى اسطنبول            | نسخة             | سلسلة       | القناة 7      | الممثل الرئيسي                                               |
| 2023    | الخيانة                 | أم سيلين         | سلسلة       | أي تي في      |                                                              |
| المصدر: |                         |                  |             |               |                                                              |

## مسرحيات
| سنة     | لعبة             | ملحوظة                     |
| ------- | ---------------- | -------------------------- |
| 2017    | أركاديا          | تصميم ملصق                 |
| 2016    | الاضواء الشمالية | الممثل                     |
| 2015    | أندورا           | ممثل / مخرج / محول / مترجم |
| 2014    | كاساندرا         | الممثل                     |
| المصدر: |                  |                            |